# 永富晨太郎
永富 晨太郎（ながとみ しんたろう、1996年4月4日 - ）は、ラグビーユニオンの選手。2023-24シーズンまで、ジャパンラグビーリーグワンクボタスピアーズ船橋・東京ベイに所属した。

## プロフィール
- 福岡県出身[1]。
- ポジションはスタンドオフ(SO)、センター(CTB)。
- 身長 180 cm、体重 95 kg
- ニックネームはシン、トミー。
- U20日本代表に選ばれたことがある[2]。
- 関西学生代表に選ばれたことがある[3]。
- 兄の健太郎もラグビー選手[4]（現・横浜キヤノンイーグルス）。

## 来歴
2015年、東福岡高校卒業後、同志社大学に入る。なお東福岡高校時代、高校日本代表に選ばれたことがある。
2019年、同志社大学卒業後、クボタスピアーズ(現・クボタスピアーズ船橋・東京ベイ)に加入。
2024年5月、クボタスピアーズ船橋・東京ベイを退団。